# Кешлак-е Назарлу
Кешлак-е Назарлу (перс. قشلاق نظرلو) — село в Ірані, у дегестані Гакімабад, у Центральному бахші, шахрестані Зарандіє остану Марказі. За даними перепису 2006 року, його населення становило 0 осіб, що проживали у складі 0 сімей.

## Клімат
Середня річна температура становить 13,77 °C, середня максимальна – 31,91 °C, а середня мінімальна – -7,35 °C. Середня річна кількість опадів – 238 мм.
| Клімат поселення                              | Клімат поселення | Клімат поселення | Клімат поселення | Клімат поселення | Клімат поселення | Клімат поселення | Клімат поселення | Клімат поселення | Клімат поселення | Клімат поселення | Клімат поселення | Клімат поселення | Клімат поселення |
| Показник                                      | Січ.             | Лют.             | Бер.             | Квіт.            | Трав.            | Черв.            | Лип.             | Серп.            | Вер.             | Жовт.            | Лист.            | Груд.            |                  |
| Середній максимум, °C                         | 8,58             | 9,93             | 14,86            | 21,46            | 25,80            | 30,86            | 31,91            | 30,98            | 27,23            | 21,26            | 14,76            | 8,72             |                  |
| Середня температура, °C                       | 0,60             | 1,95             | 6,90             | 13,50            | 17,83            | 22,90            | 26,36            | 25,42            | 21,66            | 15,70            | 9,20             | 3,16             |                  |
| Середній мінімум, °C                          | −7,35            | −6,01            | −1,06            | 5,53             | 9,87             | 14,94            | 20,80            | 19,85            | 16,09            | 10,14            | 3,64             | −2,4             |                  |
| Норма опадів, мм                              | 32               | 33               | 45               | 32               | 24               | 4                | 2                | 1                | 0                | 12               | 21               | 32               |                  |
| Середньомісячна швидкість вітру, м/с          | 1.73             | 2.03             | 2.88             | 3.16             | 2.71             | 2.66             | 2.74             | 2.55             | 2.28             | 2.16             | 1.91             | 1.51             |                  |
| Середньомісячна сонячна радіація, кДж/м²·день | 8874             | 11810            | 14336            | 17925            | 22110            | 26029            | 25908            | 23469            | 19858            | 14530            | 10738            | 8587             |                  |
| --------------------------------------------- | ---------------- | ---------------- | ---------------- | ---------------- | ---------------- | ---------------- | ---------------- | ---------------- | ---------------- | ---------------- | ---------------- | ---------------- | ---------------- |
| Джерело:                                      |                  |                  |                  |                  |                  |                  |                  |                  |                  |                  |                  |                  |                  |